# Люблинский, Юлиан Казимирович
Юлиа́н Казими́рович Любли́нский (Мотошно́вич) (6 ноября 1798, Новоград-Волынский Волынской губернии — 26 августа 1873, Санкт-Петербург) — дворянин Волынской губернии, декабрист.

## Семья
Отец — обедневший шляхтич Казимеж Мотошнович (умер в 1803 году).
Мать — Констанция NN.
Имел брата и двух сестёр. Фамилию Люблинский принял от родового имения Люблинец.

## Образование
С 1803 по 1811 год воспитывался в межиречском училище ксендзов-пиаристов, затем обучался дома. В 1817 году избран асессором нижнего суда. Один год учился в Кременецком лицее. Служил в канцелярии Виленского университета. С 1819 по 1821 год был вольнослушателем на отделении администрации и права Варшавского университета.

## В тайных организациях
Поддерживал контакты с польскими тайными организациями — «Союз молодых поляков» и «Панта койна» («Союз друзей»). В 1821 году по подозрению в участии в революционном кружке находился под следствием в Варшавском арсенале. Был выслан под надзор полиции по месту жительства матери в город Новоград-Волынский. Здесь в 1823 году Люблинский и братья А. И. и  П. И. Борисовы основали Общество соединённых славян.

## Арест и каторга
Арестован в Житомире по приказу от 15 февраля 1826 года. 26 февраля доставлен в Санкт-Петербург и помещён в Петропавловскую крепость.
10 июля 1826 года осужден по VI разряду. Приговорён к каторжным работам на 5 лет. 22 августа 1826 года срок каторги сокращён до 3 лет. Отправлен в Сибирь 7 февраля 1827 года, доставлен в Читинский острог 4 апреля того же года.
В «каторжной академии» изучал философию, политическую экономию, естественные науки. С П. И. Борисовым занимался изучением флоры и фауны Забайкалья.

## Ссылка
После окончания каторги по указу от 30 июля 1829 года определён на поселение в Тункинскую крепость Иркутской губернии (в настоящее время — село Тунка, Бурятия). Женился на Агафье Дмитриевне Тюменцевой — тункинской крестьянке, от которой имел пятерых детей.
По личной просьбе, 26 января 1844 года Люблинскому было разрешено переселиться в селение Жилкино Иркутской губернии, куда он прибыл в августе 1845 года.

## После ссылки
По амнистии 26 августа 1856 года Люблинского восстановили в правах. 5 сентября 1857 года с женой и детьми он выехал в Европейскую Россию и поселился в Славуте Волынской губернии. Был освобождён от надзора 12 декабря 1858 года. В 1865 году семья переехала в Санкт-Петербург.
Воспоминания Люблинского о каторге и поселении были отправлены в Лондон А. И. Герцену, но не издавались. 
В 1875 году семья Люблинского вернулась в Иркутск. Сыновья Зенон и Михаил с 1858 года учились в 1-м кадетском корпусе. Позднее Михаил служил в иркутском интендантстве, умер в 1907 году.